# Somatidia convexa
Somatidia convexa là một loài bọ cánh cứng trong họ Cerambycidae.